# Castelo de Wettin

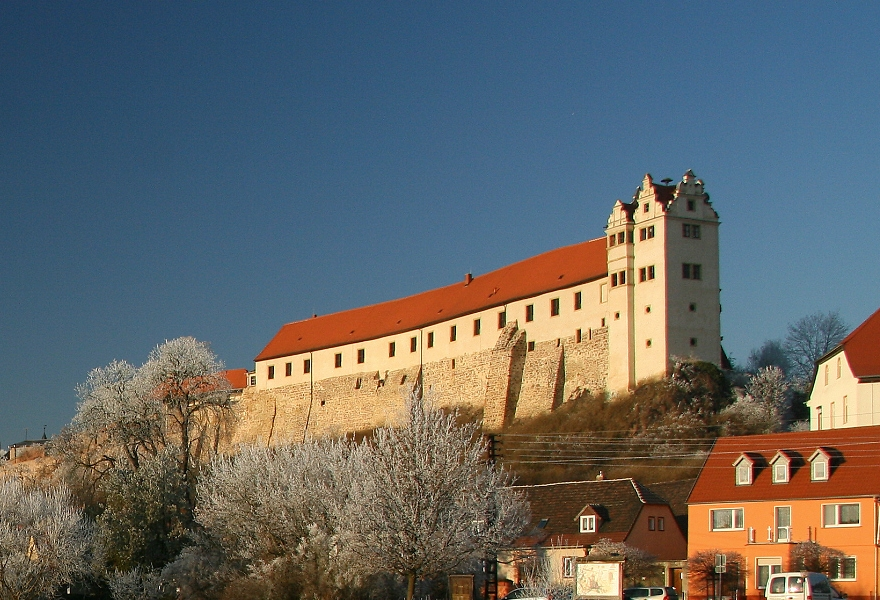
O Castelo de Wettin em 2007

O Castelo de Wettin é um antigo castelo que ficava perto da cidade de  Wettin no rio Saale na Alemanha, o qual é o solar ancestral da Casa de Wettin, a dinastia que incluiu várias famílias reais, incluindo as atuais famílias reinantes do Reino Unido (Casa de Windsor) e da Bélgica (Casa de Saxe-Coburgo-Gota).

## História
Em 982, Dedo I (m. 1009) e Frederick (m. 1017), ambos filhos de Teodorico, conde de Hassegau ou Hosgau, receberam terras dadas pelos Wends, incluindo o condado (ou Gau) de Wettin na margem direita do Saale. Há uma lenda de que a família é descendente de um Wettekind, mas isso não pode ser atestado em lugar algum. Ao menos existe uma referência afirmando que o castelo foi construído por um descendente de Teodorico I de Wettin chamado Timo. Esse castelo é uma ruína reconstruída, usada como parte de um edifício que abriga uma escola e outras instituições públicas mas outros castelos de propriedade da família Wettin, do século XV, ainda existem em  Meissen, e no rio Elba.